# Francesca Saverio Cabrini
Francesca Saverio Cabrini, född 15 juli 1850 i Sant'Angelo Lodigiano, död 22 december 1917 i Chicago, var en italiensk nunna och ordensgrundare av Jesu heliga hjärtas missionssystrar. Hon vördas som helgon inom Romersk-katolska kyrkan, med minnesdag den 22 december.

### Webbkällor
- ”Santa Francesca Saverio Cabrini, vergine”. Santi e Beati. http://www.santiebeati.it/Detailed/35800.html. Läst 30 augusti 2019.